# كريستين دوفور
كريستين دوفور (بالدنماركية: Kirsten Dufour)‏ هي نحّاتة دنماركية، ولدت في 23 فبراير 1941.